# Keaton Yamada
Keaton Yamada (キートン山田, Kiiton Yamada), né  sous le nom de Shunji Yamada (山田俊司, Yamada Shunji) le 25 octobre 1945 à Hobetsu, Hokkaidō, est un doubleur japonais. Dans les années 1980 il change son vrai nom pour Keaton Yamada. Il est actuellement représenté par Remax.

## Rôles notables

### Série télévisée
- Ganbare! Robokon (1974) (Roboton)
- Getter Robo (1974) (Hayato Jin, narration)
- Chou Genji Robo Combattler V (1975) (Juuzou Naniwa)
- Ikkyū-san (ja) (1975) (Ashikaga Yoshimitsu)
- Wakusei Robo Danguard A(1977) (Tony Harken)
- Galaxy Express 999 (1978) (C62-50 Locomotive)
- Cyborg 009 (1979) (Albert Heinrich/004)
- Jeanne et Serge (1983) (Présentateur)
- Mobile Suit Zeta Gundam (1985) (Jamaïque Danigan)
- Saint Seiya (1986) (Limnades Kasa)
- Sakigake!! Otokojuku (1988) (Baron Dino)
- Dragon Quest: Abel Yuusha(1989) (Yanack)
- Chibi Maruko-chan (1990 -) (Narration)
- Bonobono (1995) (le père de Fennec Kitsune-kun)
- Digimon (1999) (Bakemon)

### Anime
- Super Mario Bros. : Peach-Hime Kyushutsu Dai Sakusen! de 1986 : Frère Marto
- Mobile Suit Zeta Gundam: A New Translation - Héritiers des étoiles en 2005 : Jamaïque Danigan
- Mobile Suit Zeta Gundam: A New Translation II - Lovers en 2005 : Jamaïque Danigan

### OAV
- Légende des héros galactiques en 1993 : Alex Caselnes
- Birdy the Mighty en 1996 : Kouichirou